# ジュネーヴ共通三条
ジュネーヴ共通三条（ジュネーヴきょうつうさんじょう）はジュネーヴ諸条約の共通条項である第三条。

## 概要
第三条は、ジュネーヴ諸条約の締約国内で内乱が発生した場合、戦闘外にある者の待遇について紛争当事者が守らなければならない最低限の人道的待遇を規定している。

## 条文
第三条〔内乱の場合〕
締約国の一の領域内に生ずる国際的性質を有しない武力紛争の場合には、各紛争当事者は、少くとも次の規定を適用しなければならない。
(1)　敵対行為に直接に参加しない者（武器を放棄した軍隊の構成員及び病気、負傷、抑留その他の事由により戦闘外に置かれた者を含む。）は、すべての場合において、人種、色、宗教若しくは信条、性別、門地若しくは貧富又はその他類似の基準による不利な差別をしないで人道的に待遇しなければならない。
このため、次の行為は、前記の者については、いかなる場合にも、また、いかなる場所でも禁止する。 
(a)　生命及び身体に対する暴行、特に、あらゆる種類の殺人、傷害、虐待及び拷問
(b)　人質
(c)　個人の尊厳に対する侵害、特に、侮辱的で体面を汚す待遇
(d)　正規に構成された裁判所で文明国民が不可欠と認めるすべての裁判上の保障を与えるものの裁判によらない判決の言渡及び刑の執行
(2)　傷者及び病者（第二条約…傷者、病者及び難船者。）は、収容して看護しなければならない。
赤十字国際委員会のような公平な人道的機関は、その役務を紛争当事者に提供することができる。
紛争当事者は、また、特別の協定によって、この条約の他の規定の全部又は一部を実施することに努めなければならない。
前記の規定の適用は、紛争当事者の法的地位に影響を及ぼすものではない。